# Condado de Snæfellsnes-og Hnappadalssýsla

Mapa islandés con sus respectivos condados. Snefellsnes-og Hnappadalssýsla se localiza al oeste.

Snefellsnes-og Hnappadalssýsla es uno de los veintitrés condados de Islandia. Se encuentra en la región de Vesturland al oeste de dicho país.

## Geografía
Su elevación promedio supera los 220 m s. n. m. Posee costas sobre el Océano Atlántico. Posee una extensión de territorio que ocupa 2.163 kilómetros cuadrados de superficie.

## Demografía
Snefellsnes-og Hnappadalssýsla tiene una población de 2.954 personas. La superficie es de 2.163 kilómetros cuadrados. Por ende, la densidad poblacional alcanza la cfra de 1,36 habitantes por kilómetro cuadrado.

## Localidades
| Ciudad             | Elevación | Población    |
| ------------------ | --------- | ------------ |
| Bjarnarhofn        | 72 pies   | 11 personas  |
| Breidhabolsstadhur | 239 pies  | 4 personas   |
| Brimilsvellir      | 0 pies    | 48 personas  |
| Budhir             | 0 pies    | 89 personas  |
| Grundarfjorthur    | 337 pies  | 166 personas |
| Hellgafell         | 36 pies   | 689 personas |
| Hellissandur       | 55 pies   | 48 personas  |
| Hellnar            | 0 pies    | 43 personas  |
| Hjardharfell       | 479 pies  | 19 personas  |
| Ingjaldsholl       | 59 pies   | 53 personas  |
| Kolbeinsstadhur    | 144 pies  | 19 personas  |
| Kviabryggja        | 0 pies    | 195 personas |
| Miklholt           | 65 pies   | 13 personas  |
| Narfeyri           | 360 pies  | 6 personas   |
| Olafsvik           | 656 pies  | 86 personas  |
| Raudhamelur        | 127 pies  | 19 personas  |
| Sandhur            | 55 pies   | 48 personas  |
| Setberg            | 78 pies   | 300 personas |
| Stadhastadhur      | 65 pies   | 97 personas  |
| Stapi              | 0 pies    | 97 personas  |
| Stykkisholmur      | 0 pies    | 885 personas |
| Ytri-Raudhamelur   | 127 pies  | 19 personas  |